# Ekstraklasa 2018-19
La temporada 2018-19 fue la 85.ª edición de la Ekstraklasa, el más alto nivel de fútbol en Polonia desde su creación en 1927. El Piast Gliwice se coronó por vez primera campeón de la Liga Polaca.

## Formato de competencia
La temporada tiene dos fases. En la primera fase, llamada temporada regular, cada equipo debe jugar contra todos dos veces en partidos de local y visitante para un total de 30 partidos. En la segunda fase, los ocho primeros clasificados acceden a la ronda de campeonato y los últimos ocho equipos jugaran la ronda de descenso. En estas dos rondas disputadas al mismo tiempo cada equipo jugará contra los otros siete dos veces, una vez más en partidos de ida y vuelta para un total de 14 partidos.
Al final de la temporada el equipo con más puntos en la ronda campeonato se proclama campeón y se clasifica a la segunda ronda previa de la Liga de Campeones de la UEFA 2019-20, mientras los equipos que acaben en segunda y tercera posición acceden a la primera ronda previa de la Liga Europea de la UEFA 2019-20.
Los últimos dos equipos de la ronda de descenso descenderán automáticamente a la I Liga.

## Ascensos y descensos
Al igual que la temporada pasada, los dos últimos equipos descendieron a la I Liga y fueron sustituidos por los dos mejores equipos de la I Liga 2017-18.
El LKS Nieciecza y el Sandecja Nowy Sącz terminaron en el puesto 15º y 16º, respectivamente, y descendieron a la I Liga como resultado. El Miedź Legnica y el Zagłębie Sosnowiec terminaron primero y segundo respectivamente, y se ganaron la promoción a la Ekstraklasa.
| Pos. | Descendidos de la Ekstraklasa 2017-18 |
| ---- | ------------------------------------- |
| 15º  | Bruk-Bet Termalica Nieciecza          |
| 16º  | Sandecja Nowy Sącz                    |

| Pos. | Ascendido de la I Liga 2017-18 |
| ---- | ------------------------------ |
| 1º   | Miedź Legnica                  |
| 2º   | Zagłębie Sosnowiec             |

## Equipos participantes
| Equipo                | Ciudad    | Estadio                           | Capacidad |
| --------------------- | --------- | --------------------------------- | --------- |
| Arka Gdynia           | Gdynia    | Stadion GOSiR                     | 15.139    |
| KS Cracovia           | Cracovia  | Estadio Mariscal Józef Piłsudski  | 15.016    |
| Górnik Zabrze         | Zabrze    | Estadio Ernest Pohl               | 24.413    |
| Jagiellonia Białystok | Białystok | Estadio Municipal de Bialystok    | 22.432    |
| Korona Kielce         | Kielce    | Estadio Kielce City               | 15.550    |
| Lech Poznań           | Poznań    | Estadio Municipal de Poznań       | 43.269    |
| Lechia Gdańsk         | Gdańsk    | PGE Arena                         | 43.615    |
| Legia de Varsovia     | Varsovia  | Estadio del Ejército Polaco       | 31.800    |
| Miedź Legnica         | Legnica   | Estadio Águila Blanca             | 6.244     |
| Piast Gliwice         | Gliwice   | Estadio Municipal de Gliwice      | 10.037    |
| Pogoń Szczecin        | Szczecin  | Estadio Municipal Florian Krygier | 18.027    |
| Wisła Cracovia        | Cracovia  | Estadio Henryk Reyman             | 33.326    |
| Wisła Płock           | Płock     | Estadio Kazimierz Górski          | 12.800    |
| Zagłębie Lubin        | Lubin     | Dialog Arena                      | 16.068    |
| Zagłębie Sosnowiec    | Sosnowiec | Stadion Ludowy                    | 7.500     |
| Śląsk Wrocław         | Breslavia | Estadio Municipal de Wrocław      | 42.771    |

### Personal y uniformes
| Equipo                | Presidente           | Entrenador          | Capitán              | Fabricante  | Patrocinador      |
| --------------------- | -------------------- | ------------------- | -------------------- | ----------- | ----------------- |
| Arka Gdynia           | Wojciech Pertkiewicz | Zbigniew Smółka     | Adam Marciniak       | Adidas      | Gdynia            |
| KS Cracovia           | Janusz Filipiak      | Michał Probierz     | Miroslav Čovilo      | Puma        | Comarch           |
| Górnik Zabrze         | Bartosz Sarnowski    | Marcin Brosz        | Szymon Matuszek      | Adidas      | Allianz           |
| Jagiellonia Białystok | Cezary Kulesza       | Ireneusz Mamrot     | Rafał Grzyb          | Erreà       | STS               |
| Korona Kielce         | Krzysztof Zając      | Gino Lettieri       | Bartosz Rymaniak     | Puma        | Lewiatan          |
| Lech Poznań           | Karol Klimczak       | Adam Nawałka        | Maciej Gajos         | Macron      | Aforti            |
| Lechia Gdańsk         | Adam Mandziara       | Piotr Stokowiec     | Flávio Paixão        | New Balance | Energa            |
| Legia Varsovia        | Dariusz Mioduski     | Ricardo Sá Pinto    | Miroslav Radović     | Adidas      | Fortuna           |
| Miedź Legnica         | Martyna Pajączek     | Dominik Nowak       | Wojciech Łobodziński | Saller      | DSA SA            |
| Piast Gliwice         | Paweł Żelem          | Waldemar Fornalik   | Gerard Badía         | Adidas      | Gliwice           |
| Pogoń Szczecin        | Jarosław Mroczek     | Kosta Runjaić       | Adam Frączczak       | Zina        | Grupa Azoty       |
| Śląsk Wrocław         | Marcin Przychodny    | Tadeusz Pawłowski   | Piotr Celeban        | Adidas      | forBET            |
| Wisła Cracovia        | Marzena Sarapata     | Maciej Stolarczyk   | Rafał Boguski        | Adidas      | LV Bet            |
| Wisła Płock           | Jacek Kruszewski     | Dariusz Dźwigała    | Bartłomiej Sielewski | Adidas      | PKN Orlen, Budmat |
| Zagłębie Lubin        | Mateusz Dróżdż       | Mariusz Lewandowski | Ľubomír Guldan       | Nike        | KGHM              |
| Zagłębie Sosnowiec    | Marcin Jaroszewski   | Dariusz Dudek       | Tomasz Nowak         | Patrick     | Banimex           |

## Tabla de posiciones

### Temporada regular
- Actualizado al final de la temporada regular el 13 de abril de 2019. Fuente: UEFA.com (Español)

| Pos. | Equipo                | Pts. | PJ | G  | E  | P  | GF | GC | Dif. | Clasificación                     |
| ---- | --------------------- | ---- | -- | -- | -- | -- | -- | -- | ---- | --------------------------------- |
| 1    | Lechia Gdańsk         | 60   | 30 | 17 | 9  | 4  | 45 | 25 | +20  | Clasificación al Grupo Campeonato |
| 2    | Legia Varsovia        | 60   | 30 | 18 | 6  | 6  | 48 | 31 | +17  | Clasificación al Grupo Campeonato |
| 3    | Piast Gliwice         | 53   | 30 | 15 | 8  | 7  | 47 | 31 | +16  | Clasificación al Grupo Campeonato |
| 4    | KS Cracovia           | 48   | 30 | 14 | 6  | 10 | 39 | 34 | +5   | Clasificación al Grupo Campeonato |
| 5    | Zagłębie Lubin        | 47   | 30 | 14 | 5  | 11 | 48 | 38 | +10  | Clasificación al Grupo Campeonato |
| 6    | Jagiellonia Białystok | 47   | 30 | 13 | 8  | 9  | 45 | 41 | +4   | Clasificación al Grupo Campeonato |
| 7    | Pogoń Szczecin        | 43   | 30 | 12 | 7  | 11 | 44 | 42 | +2   | Clasificación al Grupo Campeonato |
| 8    | Lech Poznań           | 43   | 30 | 13 | 4  | 13 | 41 | 40 | +1   | Clasificación al Grupo Campeonato |
| 9    | Wisła Cracovia        | 42   | 30 | 12 | 6  | 12 | 55 | 48 | +7   | Clasificación al Grupo Descenso   |
| 10   | Korona Kielce         | 40   | 30 | 10 | 10 | 10 | 35 | 44 | −9   | Clasificación al Grupo Descenso   |
| 11   | Miedź Legnica         | 32   | 30 | 8  | 8  | 14 | 30 | 52 | −22  | Clasificación al Grupo Descenso   |
| 12   | Górnik Zabrze         | 31   | 30 | 7  | 10 | 13 | 36 | 49 | −13  | Clasificación al Grupo Descenso   |
| 13   | Śląsk Wrocław         | 31   | 30 | 8  | 7  | 15 | 35 | 37 | −2   | Clasificación al Grupo Descenso   |
| 14   | Wisła Płock           | 30   | 30 | 7  | 9  | 14 | 40 | 49 | −9   | Clasificación al Grupo Descenso   |
| 15   | Arka Gdynia           | 29   | 30 | 6  | 11 | 13 | 39 | 44 | −5   | Clasificación al Grupo Descenso   |
| 16   | Zagłębie Sosnowiec    | 24   | 30 | 6  | 6  | 18 | 41 | 63 | −22  | Clasificación al Grupo Descenso   |

 Fuente: Ekstraklasa, 90minut
Criterios de clasificación: 1) Puntos; 2) puntos entre sí; 3) diferencia de goles; 4) Goles marcados.

### Resultados primera fase
| Local \ Visitante     | ARK | CRA | GÓR | JAG | KOR | LPO | LGD | LEG | MLE | PIA | POG | ŚLĄ | WIS | WPŁ | ZAG | ZSO |
| --------------------- | --- | --- | --- | --- | --- | --- | --- | --- | --- | --- | --- | --- | --- | --- | --- | --- |
| Arka Gdynia           | —   | 0–3 | 1–1 | 0–2 | 1–2 | 1–0 | 0–0 | 1–2 | 1–1 | 1–2 | 2–3 | 0–2 | 4–1 | 3–3 | 3–1 | 2–2 |
| KS Cracovia           | 0–0 | —   | 2–0 | 1–0 | 2–1 | 1–0 | 4–2 | 0–0 | 0–0 | 2–1 | 2–1 | 1–1 | 0–2 | 3–1 | 0–1 | 2–1 |
| Górnik Zabrze         | 1–1 | 0–1 | —   | 1–3 | 1–1 | 2–2 | 0–2 | 1–2 | 1–3 | 0–2 | 1–1 | 2–2 | 2–0 | 1–1 | 2–0 | 2–1 |
| Jagiellonia Białystok | 3–1 | 3–1 | 2–2 | —   | 1–3 | 2–2 | 0–1 | 1–1 | 2–3 | 2–1 | 2–1 | 0–4 | 1–0 | 1–0 | 0–4 | 2–1 |
| Korona Kielce         | 2–1 | 0–1 | 4–2 | 1–1 | —   | 0–0 | 0–0 | 1–2 | 0–0 | 1–0 | 1–1 | 2–1 | 2–6 | 2–2 | 0–2 | 3–1 |
| Lech Poznań           | 1–0 | 2–0 | 0–3 | 0–2 | 2–1 | —   | 0–1 | 2–0 | 2–1 | 1–1 | 3–2 | 2–0 | 2–5 | 2–1 | 1–2 | 4–0 |
| Lechia Gdańsk         | 2–1 | 1–0 | 4–0 | 3–2 | 2–0 | 1–0 | —   | 0–0 | 2–0 | 2–0 | 2–1 | 1–1 | 1–0 | 1–1 | 3–3 | 4–1 |
| Legia Varsovia        | 1–1 | 0–2 | 4–0 | 3–0 | 3–0 | 1–0 | 0–0 | —   | 2–0 | 2–0 | 3–1 | 1–0 | 3–3 | 1–4 | 1–3 | 2–1 |
| Miedź Legnica         | 0–4 | 2–1 | 1–3 | 0–3 | 1–1 | 3–2 | 0–0 | 1–4 | —   | 2–2 | 1–0 | 0–5 | 2–0 | 2–1 | 2–0 | 0–2 |
| Piast Gliwice         | 1–0 | 3–1 | 1–0 | 1–1 | 4–0 | 4–0 | 1–1 | 1–3 | 2–1 | —   | 3–0 | 2–0 | 2–0 | 1–0 | 2–1 | 0–0 |
| Pogoń Szczecin        | 3–3 | 1–1 | 3–1 | 0–0 | 1–1 | 3–0 | 2–3 | 2–1 | 2–0 | 0–2 | —   | 2–1 | 2–1 | 4–0 | 0–3 | 1–0 |
| Śląsk Wrocław         | 1–2 | 3–1 | 0–1 | 2–0 | 1–1 | 0–1 | 0–2 | 0–1 | 0–0 | 4–1 | 0–0 | —   | 0–1 | 0–3 | 2–0 | 2–0 |
| Wisła Cracovia        | 0–0 | 3–2 | 3–0 | 2–2 | 0–1 | 0–1 | 5–2 | 4–0 | 2–1 | 2–2 | 2–3 | 1–0 | —   | 1–1 | 3–2 | 2–2 |
| Wisła Płock           | 1–3 | 3–2 | 0–4 | 1–1 | 1–2 | 1–2 | 1–0 | 0–1 | 2–2 | 1–1 | 0–2 | 2–0 | 1–2 | —   | 0–1 | 2–0 |
| Zagłębie Lubin        | 0–0 | 1–2 | 1–1 | 0–2 | 0–1 | 2–1 | 2–1 | 0–1 | 3–0 | 2–2 | 0–2 | 4–0 | 3–1 | 3–3 | —   | 2–1 |
| Zagłębie Sosnowiec    | 3–2 | 1–1 | 1–1 | 1–4 | 4–1 | 0–6 | 0–1 | 2–3 | 3–1 | 1–2 | 3–0 | 3–3 | 4–3 | 1–3 | 1–2 | —   |

### Grupo Campeonato
| Pos. | Equipo                | Pts. | PJ | G  | E  | P  | GF | GC | Dif. | Clasificación                                                    |
| ---- | --------------------- | ---- | -- | -- | -- | -- | -- | -- | ---- | ---------------------------------------------------------------- |
| 1    | Piast Gliwice (C)     | 72   | 37 | 21 | 9  | 7  | 57 | 33 | +24  | Clasifica a Liga de Campeones de la UEFA 2019-20                 |
| 2    | Legia Varsovia        | 68   | 37 | 20 | 8  | 9  | 55 | 38 | +17  | Primera fase clasificatoria de la Liga Europa de la UEFA 2019-20 |
| 3    | Lechia Gdańsk         | 67   | 37 | 19 | 10 | 8  | 54 | 38 | +16  | Segunda fase clasificatoria de la Liga Europa de la UEFA 2019-20 |
| 4    | KS Cracovia           | 57   | 37 | 17 | 6  | 14 | 45 | 43 | +2   | Primera fase clasificatoria de la Liga Europa de la UEFA 2019-20 |
| 5    | Jagiellonia Białystok | 57   | 37 | 16 | 9  | 12 | 55 | 52 | +3   |                                                                  |
| 6    | Zagłębie Lubin        | 53   | 37 | 15 | 8  | 14 | 57 | 48 | +9   |                                                                  |
| 7    | Pogoń Szczecin        | 52   | 37 | 14 | 10 | 13 | 57 | 54 | +3   |                                                                  |
| 8    | Lech Poznań           | 52   | 37 | 15 | 7  | 15 | 49 | 48 | +1   |                                                                  |

 Fuente: Ekstraklasa, 90minut
Criterios de clasificación: 1) Puntos; 2) puntos entre sí; 3) diferencia de goles; 4) Goles marcados.

#### Resultados
| Local \ Visitante     | LGD | LEG | PIA | CRA | ZAG | JAG | POG | LPO |
| --------------------- | --- | --- | --- | --- | --- | --- | --- | --- |
| Lechia Gdańsk         | —   | 1–3 | 0–2 | —   | 1–1 | 2–0 | —   | —   |
| Legia Warsaw          | —   | —   | 0–1 | 1–0 | 2–2 | —   | 1–1 | —   |
| Piast Gliwice         | —   | —   | —   | 3–1 | 1–0 | 2–1 | —   | 1–0 |
| Cracovia              | 2–0 | —   | —   | —   | —   | 0–1 | 0–3 | 1–0 |
| Zagłębie Lubin        | —   | —   | —   | 1–2 | —   | 2–0 | 2–3 | —   |
| Jagiellonia Białystok | —   | 1–0 | —   | —   | —   | —   | 4–2 | 3–3 |
| Pogoń Szczecin        | 3–4 | —   | 0–0 | —   | —   | —   | —   | 1–1 |
| Lech Poznań           | 2–1 | 1–0 | —   | —   | 1–1 | —   | —   | —   |

### Grupo Descenso
| Pos. | Equipo             | Pts. | PJ | G  | E  | P  | GF | GC | Dif. | Clasificación                     |
| ---- | ------------------ | ---- | -- | -- | -- | -- | -- | -- | ---- | --------------------------------- |
| 9    | Wisła Cracovia     | 49   | 37 | 14 | 7  | 16 | 67 | 63 | +4   |                                   |
| 10   | Korona Kielce      | 47   | 37 | 12 | 11 | 14 | 42 | 54 | −12  |                                   |
| 11   | Górnik Zabrze      | 46   | 37 | 12 | 10 | 15 | 48 | 53 | −5   |                                   |
| 12   | Śląsk Wrocław      | 44   | 37 | 12 | 8  | 17 | 49 | 45 | +4   |                                   |
| 13   | Arka Gdynia        | 42   | 37 | 10 | 12 | 15 | 49 | 51 | −2   |                                   |
| 14   | Wisła Płock        | 41   | 37 | 10 | 11 | 16 | 50 | 58 | −8   |                                   |
| 15   | Miedź Legnica      | 40   | 37 | 10 | 10 | 17 | 40 | 65 | −25  | Descendido a la I Liga de Polonia |
| 16   | Zagłębie Sosnowiec | 29   | 37 | 7  | 8  | 22 | 49 | 80 | −31  | Descendido a la I Liga de Polonia |

 Fuente: Ekstraklasa, 90minut
Criterios de clasificación: 1) Puntos; 2) puntos entre sí; 3) diferencia de goles; 4) Goles marcados.

#### Resultados
| Local \ Visitante  | KOR | WIS | GÓR | WPŁ | MIE | ŚLĄ | ARK | ZSO |
| ------------------ | --- | --- | --- | --- | --- | --- | --- | --- |
| Korona Kielce      | —   | —   | 0–3 | —   | 0–0 | 2–0 | 0–2 | —   |
| Wisła Kraków       | 1–0 | —   | —   | 2–3 | 4–5 | 1–1 | —   | —   |
| Górnik Zabrze      | —   | 1–2 | —   | 0–1 | —   | —   | 1–0 | 4–0 |
| Wisła Płock        | 2–1 | —   | —   | —   | —   | —   | 1–1 | 0–0 |
| Miedź Legnica      | —   | —   | 0–1 | 3–2 | —   | 0–2 | —   | 2–2 |
| Śląsk Wrocław      | —   | —   | 1–2 | 2–1 | —   | —   | 4–0 | —   |
| Arka Gdynia        | —   | 3–1 | —   | —   | 2–0 | —   | —   | 2–0 |
| Zagłębie Sosnowiec | 2–4 | 2–1 | —   | —   | —   | 2–4 | —   | —   |

## Estadísticas jugadores

### Máximos goleadores
- Actualización final el 20 de mayo de 2019.

| Pos. | Jugador            | Club                  | Goles |
| ---- | ------------------ | --------------------- | ----- |
| 1    | Igor Angulo        | Górnik Zabrze         | 24    |
| 2    | Marcin Robak       | Śląsk Wrocław         | 18    |
| 3    | Carlos López       | Legia Varsovia        | 16    |
| 3    | Jesús Imaz         | Jagiellonia Białystok | 16    |
| 5    | Flávio Paixão      | Lechia Gdańsk         | 15    |
| 6    | Airam Cabrera      | KS Cracovia           | 14    |
| 6    | Elia Soriano       | Korona Kielce         | 14    |
| 8    | Petteri Forsell    | Miedź Legnica         | 13    |
| 8    | Filip Starzyński   | Zagłębie Lubin        | 13    |
| 10   | Christian Gytkjaer | Lech Poznań           | 12    |
| 10   | Marko Kolar        | Wisła Cracovia        | 12    |

### Máximos asistentes
- Actualizado final el 20 de mayo de 2019.

| Pos. | Jugador            | Club                  | Asistencias |
| ---- | ------------------ | --------------------- | ----------- |
| 1    | Žarko Udovičić     | Zagłębie Sosnowiec    | 11          |
| 2    | Jesús Jiménez      | Górnik Zabrze         | 9           |
| 3    | Martin Konczkowski | Piast Gliwice         | 8           |
| 3    | Zvonimir Kožulj    | Pogoń Szczecin        | 8           |
| 3    | Filip Mladenović   | Lechia Gdańsk         | 8           |
| 6    | Dominik Furman     | Wisła Płock           | 7           |
| 6    | Dominik Nagy       | Legia Varsovia        | 7           |
| 6    | Róbert Pich        | Śląsk Wrocław         | 7           |
| 6    | Guilherme Sityá    | Jagiellonia Białystok | 7           |
| 10   | Gerard Badía       | Piast Gliwice         | 6           |